# تپه قلعه بالا
تپه قلعه بالا در شهرستان سنقر، بخش کلیائی، روستای کیونان واقع شده و این اثر در تاریخ ۱۲ تیر ۱۳۸۴ با شمارهٔ ثبت ۱۲۰۴۶ به‌عنوان یکی از آثار ملی ایران به ثبت رسیده است.